# Зачернеччя
Зачерне́ччя — село в Україні, у Смідинській сільській громаді Ковельського району Волинської області. Населення становить 618 осіб.
Райцентр знаходиться за 36 кілометрів, обласний центр — за 100 кілометрів, 5 кілометрів — до залізничної станції Мацеїв.

## Населення
Згідно з переписом УРСР 1989 року чисельність наявного населення села становила 670 осіб, з яких 309 чоловіків та 361 жінка.
За переписом населення України 2001 року в селі мешкали 618 осіб.

### Мова
Розподіл населення за рідною мовою за даними перепису 2001 року:
| Мова       | Відсоток |
| ---------- | -------- |
| українська | 99,84 %  |
| російська  | 0,16 %   |

## Історія
Наприкінці XIX століття тут було 104 садиби, у яких мешкало 648 жителів.
Свято-Михайлівська церква збудована в 1879 році на місці старої з XVI століття.
Зачернецька загальноосвітня школа розпочала свою діяльність у 1967 році

## Відомі люди
- Гогуля Віра Степанівна (1942) — українська радянська діячка, доярка, Депутат Верховної Ради УРСР 11-го скликання